# باشگاه فوتبال ترابزون‌اسپور
باشگاه فوتبال ترابزون‌اسپور (به ترکی استانبولی: Trabzonspor) باشگاه فوتبال ترکیه‌ای است که در سال ۱۹۶۷ در شهر ترابزون تأسیس شده‌است و هم‌اکنون در سوپر لیگ فوتبال ترکیه بازی می‌کند. ورزشگاه حسین عونی آکر محل انجام بازی‌های خانگی این تیم می‌باشد. ترابزون‌اسپور با ۷ قهرمانی و ۸ نایب‌قهرمانی در لیگ از باشگاه‌های پرافتخار سوپر لیگ فوتبال ترکیه به‌شمار می‌رود. این تیم بنابر نظرسنجی انجام شده در سال ۲۰۱۲ پس از گالاتاسرای، فنرباغچه و بشیکتاش چهارمین تیم پرهوادار کشور ترکیه است. 
مجید حسینی و وحید امیری بازیکنان ایرانی هستند که سابقه بازی در این تیم را دارند

## بازیکنان ایرانی
- سید مجید حسینی
- وحید امیری

## افتخارات
سوپر لیگ فوتبال ترکیه
قهرمان: ۷
نایب‌قهرمان: ۸
جام ترکیه
قهرمانی: ۹ نایب‌قهرمان: ۶
سوپر جام فوتبال ترکیه
قهرمانی: ۹
نایب‌قهرمان: ۳
جام اینترتوتو
قهرمانی: ۰
نایب‌قهرمان: ۱